# Lúg
A lúgok az oldatok kémiájában szereplő pH-értékskálán a nagy pH-értékű oldatok. A lúgos vízben a fölszabaduló hidroxidionok hatására a vizes oldat kémhatása nő. A lúgok pH-értéke 7–14 érték közötti. A hétköznapi életben leginkább nátriumtartalmú vegyületekkel hozunk létre enyhén lúgos oldatokat, például mosáskor. A legismertebb lúgok a nátrium-karbonát és a szalmiák néven ismert ammónia. A mosószóda, a szódabikarbóna és az egyszerű szappan is lúgos, de ezek nem annyira veszélyesek. Vigyázzunk a lúgosabb kémhatású oldatokkal! Bőrre vagy a szembe kerülve súlyos sérüléseket okozhat!

## Lúg és sav egymásra hatása
A lúgok és savak összekeverése során sók keletkeznek. Ez az egyik legegyszerűbb kémiai reakció. A legismertebb példa erre a sósav és a nátrium-hidroxid reakciója, melynek eredményeként víz és konyhasó keletkezik.

## Ipari felhasználása
Legismertebb ipari felhasználása a timföldgyártás során van a lúgos oldószernek. Ott NaOH lúggal oldják ki az alumínium tartalmú komponenst a bauxitból. A lúgos tartalmú maradék zagy, a vörösiszap gondatlan tárolása okozta az egyik legnagyobb ipari katasztrófát Magyarországon 2010-ben.